# Kilkieran
Kilkieran (iriska: Cill Chiaráin) är en by i Galway i Connacht på Irland.